# Gajusz (imię)
Gajusz, Gajus, Kajus – imię męskie pochodzenia łacińskiego (łac. Gaius), należące do nielicznej grupy najstarszych imion rzymskich (imion właściwych, łac. praenomen, por. Marek, Tyberiusz, Tytus, Aulus). Według różnych źródeł bądź to ma ono niewyjaśnione pochodzenie, greckie lub etruskie, bądź to uznawane jest za oznaczające „cieszący (rodziców)”, por. łac. gaudeo „cieszę się” (zob. Gaudenty).
Na starożytność tego imienia wskazuje pisownia jego skrótu, którym tradycyjnie było C. Litera ta pierwotnie oznaczała głoskę g, gdyż pochodziła ona od greckiej Γ (zaś litera K oznaczała głoskę k). Te dwie litery stosowano w ten właśnie sposób do roku 312 p.n.e., kiedy cenzor Appiusz Klaudiusz zmienił pisownię, wprowadzając literę G powstałą z przekształcenia C, a literze C nadał wartość głoski k. Oznacza to, że pisownia skrótu imienia Gaius utrwaliła się jeszcze przed reformą, a więc i samo imię musi pochodzić sprzed IV wieku p.n.e.
Imię to występuje w formule rzymskiej przysięgi małżeńskiej: ubi tu, Gaius, ibi ego, Gaia – „gdzie ty, Gajusz, tam i ja, Gaja”.
W Polsce poświadczone jest po raz pierwszy w 1394 roku w formie Gajus(z), z możliwymi zdrobnieniami Gasz, Gaszek, Gaszko. Odczytanie skrótu C. jako Kaius, zamiast Gaius, dało początek znanej również w polszczyźnie obocznej formie imienia.
Żeński odpowiednik: Gaja.

## Odpowiedniki w innych językach
- łacina – Gaius (zapisywane w skrócie jako C.)
- język hiszpański – Cayo
- język węgierski – Kájusz
- język włoski – Caio, Gaio

## Gajuszimieninyobchodzi
- 28 lutego, jako wspomnienie św. Kajusa, wspominanego wspólnie ze św. św. Pupulem, Cerealem i Serapionem[4]
- 10 marca, jako wspomnienie św. Gajusza, wspominanego razem ze św. Aleksandrem z Apamei[5]
- 22 kwietnia, jako wspomnienie papieża Gajusza
- 27 września, jako wspomnienie św. Kajusa, biskupa Mediolanu
- 14 października, jako wspomnienie św. Kajusa z Koryntu[6]

## Znane osoby noszące imięGajusziKajus
- Gajusz Juliusz Cezar – dyktator rzymski
- Gajusz Juliusz Cezar Oktawian – pierwszy cesarz rzymski
- Gajusz Juliusz Cezar – trzeci cesarz rzymski, zwany potocznie Kaligulą
- Gajusz Mariusz – Rzymianin, sześciokrotny konsul, architekt reformy wojskowej zwanej potocznie "reformą Mariusza"
- Gaius Ateius Capito – Rzymianin, trybun ludowy z roku 55 p.n.e.
- Gaius Caecilius Metellus Caprarius – Rzymianin, konsul z roku 113 p.n.e.
- Gajusz Grakchus – młodszy z braci Grakchów, którzy przeprowadzili reformy
- Gajusz Centeniusz – dowódca rzymski podczas II wojny punickiej
- Gaius Aelius Gallus – żołnierz rzymski, prefekt w Egipcie
- Gajusz (jurysta rzymski) – żyjący w II wieku
- Gajusz Juliusz Werus Maksymus – cezar od 236
- Gajusz Kluwiusz – Rzymianin, który brał udział w wojnie przeciw Perseuszowi Macedońskiemu w roku 168 p.n.e.
- Gaius Octavius Lampadio – prawdopodobnie wyzwolony Grek, który jako pierwszy opracował krytycznie i objaśnił dzieła starych poetów łacińskich
- Kajus Augustyniak – dziennikarz, rzecznik prasowy
- Jan Kajus Andrzejewski – harcmistrz, podpułkownik, uczestnik powstania warszawskiego

## Postacie fikcyjne o imieniuGajusz
- Gaius Baltar – bohater serialu Battlestar Galactica
- Caius Cosades – fikcyjna postać występująca w grze fabularnej The Elder Scrolls III: Morrowind
- Kajusz – jeden z Volturi, królewskiego rodu wampirów w sadze Stephenie Meyer Zmierzch